# اسکودوی تیمور پرتقال
اسکودوی تیمور پرتقال (به انگلیسی: Portuguese Timorese escudo) (به زبان بومی: escudo timorense) یکای پول رایج در کشور تیمور پرتغالی است. مسئولیت کنترل این واحد پولی برعهدهٔ قرار دارد.